# Партија бразилске социјалдемократије
Партија бразилске социјалдемократије (порт. Partido da Social Democracia Brasileira, PSDB) је политичка партија центра у Бразилу.
Године 1984. окончана је владавина војне хунте у Бразилу, након чега се политичка клима полако демократизовала. Партију је 1988. основала група лево оријентисаних интелектуалаца. Иако се након оснивања првобитно налазила у левом центру, партија се полако примакла центру након уласка у коалицију с десном Партијом либералног фронта.
Од почетка 1990-их, њен највећи супарник, још из доба док је била део левог центра, је Радничка партија.